# FS D.341
Les Locomotives D.341 sont des locomotives diesel-électriques des chemins de fer italiens Ferrovie dello Stato. C'est la première série de locomotives diesel-électriques conçues en 1955 par les FS en association avec les industriels privés italiens. Elles ont toutes été radiées.

## Histoire
La locomotive D.341 est le fruit de l'effort de modernisation entrepris par les FS au lendemain de la Seconde Guerre mondiale pour relancer le transport ferré en Italie. Le projet a été lancé en 1955 et a impliqué pour la première fois dans l'histoire des FS, les industriels italiens qui jusqu'à présent, n'étaient que des exécutants de travaux selon un cahier des charges très précis fourni par le "Bureau Etudes Matériel et Traction de Florence" des FS, leur seul donneur d'ordres et exploitant unique du réseau ferré italien.
Les FS chargèrent les deux principaux acteurs de ce projet : Fiat Ferroviaria et Breda Ferroviaria. La locomotive devait être polyvalente, fiable, économique et facile à entretenir. Les deux constructeurs ont produit 105 exemplaires entre 1957 et 1963, comprenant deux groupes avec des moteurs différents. 
Dans la première série les locomotives numérotée D.341.1001 à 1016 ont été réalisées par Fiat et celles numérotées D.341.2001 à 2002 par Breda. 
Les locomotives de la seconde série, qui ont bénéficié de quelques retouches esthétiques, ont pourdsuivit la numérotation D.341.1017 à 1068 dotées d'un moteur Fiat et celles numérotées D.341.2003 à 2035 un moteur  Breda. 
En 1957, les FS ont également passé une commande à Ansaldo et à Officine Meccaniche Reggiane mais ils ne réalisèrent qu'un exemplaire unique chacun numéroté D.341.4001 pour Ansaldo et D.341.5001 pour Reggiane. 
Les locomotives D.341 ont été conçues pour remplacer les locomotives à vapeur sur les trains de marchandises et de voyageurs circulant sur les lignes non électrifiées.

## Caractéristiques techniques
Les locomotives D.341 ont tout de suite été appréciées grâce à leur fiabilité à toute épreuve, indispensable à cette époque, à la tête des trains de voyageurs comme de marchandises. La meilleure preuve de leur robustesse et fiabilité réside dans le fait qu'elles sont encore quasi toutes en service, après avoir été radiées du parc FS. Elles ont été vendues à des sociétés étrangères ou des entreprises privées italiennes. 
La fabrication de la structure et des caisses a commencé en 1957. La commande des FS a été distribuée à plusieurs constructeurs : Fiat Materfer, Tecnomasio, Officine Meccaniche Reggiane, OM, S.M. Pozzuoli, IMAM-Aerfer et Breda C.F..

### Partie mécanique
Les locomotives D.341 comportent une cabine de commande à chaque extrémité. Elles sont bi-directionnelles. La caisse est divisée en trois compartiments dont le plus important abrite le groupe moteurs-générateurs, les compresseurs et les refroidisseurs. Les bogies sont de type traditionnel avec suspensions par ressorts à lames. 
Les moteurs montés à l'origine sont de deux types différents : 
- Fiat-Grandi Motori : moteurs identiques pour les deux séries produites par Fiat Ferroviaria de type Fiat 2312 SF, à injection directe, 12 cylindres en "V" (alésage 230 mm et course 270 mm) développant 1320 ch à 1000 tr/min. Les moteurs de la seconde série ont bénéficié d'une adaptation portant leur puissance à 1400 ch. Le rapport de transmission est passé de 15/69 à 16/67 dans la seconde série,
- Breda : le moteur est le Breda-Paxman type 12YLX à injection directe, 12 cylindres en "V" développant une puissance de 1400 ch.

### Partie électrique
La partie électrique des locomotives Fiat D.341 est constituée d'un générateur de courant continu 450/700 volts. Le générateur est un Marelli type MCL 170/D60 de 770 kW dans la première série et type MCL 170/D67 de 860 kW dans la seconde. La série Breda monta un équipement identique produit par Breda C.F. ou Ocren. 
Les quatre moteurs de traction, d'un puissance de 177 kW chacun, dans la première série, et de 192 kW dans la seconde, sont des productions de Tecnomasio, Ocren/Savigliano ou Breda. La variation de la vitesse et de la puissance est régulée par un système CGE/Amplistat qui agit sur le flux de carburant du moteur diesel en optimisant la vitesse en fonction de la commande actionnée par le conducteur.

## Les 2 prototypes D.341
En 1957, les Ferrovie dello Stato passèrent une commande qui n'a pas connu de suite sinon les deux prototypes : 
- D.341.4001 Ansaldo livré en 1959,
- D.341.5001 Reggiane livré en 1958.

La locomotive prototype Ansaldo sera la plus puissante de toutes les locomotives D.341. Elle était équipée d'un moteur Ansaldo/Maybach MD 865 à injection directe, un 16 cylindres en "V" de 1 600 ch à 1 500 tr/min. Toute la partie électrique était réalisée avec du matériel Ansaldo y compris le circuit de traction, d'une puissance de 1 068 kW, bien supérieure aux  860 kW des D.341 de la seconde série, avec des moteurs de 232 kW chacun. 
La locomotive prototype Reggiane était équipée d'un moteur Reggiane/MAN V6V 22/30, un V12 avec des prestations identiques aux autres constructeurs mais qui a été remplacé en 1973 par le moteur Fiat 2312 SF, à la suite de gros problèmes de fiabilité. De même les quatre moteurs électriques de traction Tecnomasio type GDTM 2404 ont été remplacés en 1962 par des moteurs Ansaldo LC 242/37.
Ces deux locomotives ont été intégrées dans le parc roiulant des FS et ont été radiées en 1988.

## Les D.341 revendues
Après la radiation de tout le groupe des D.341 en 1988, un nombre très important de ces locomotives a été revendu à des entreprises privées ou des opérateurs ferroviaires.
- Les D.341.1041 et D.341.1063 ont été acquises par LFI - "La Ferroviaria Italiana" pour tirer leurs trains sur les lignes en concession Arezzo - Stia et Arezzo - Sinalunga.
- La D.341.1020 a été acquise par la "Ferrovia Bologna Portomaggiore" et renumérotée DE.341.501,
- Les D.341.2003 à 2035 furent louées durant 10 ans à FTC - "Ferrovia Torino Ceres", devenue SATTI. A l'expiration du contrat de location, les  D.341.2016, 2021, 2026 et 2028 furent rachetées,
- Les D.341.2004 et 2005 furent achetées par l'entreprise de travaux ferroviaires "Vecchia Cooperativa Braccianti" de Fano et revendues en 2007 à "Salcef S.p.A"[1].